# Gimnàstica als Jocs Olímpics d'estiu de 1904 - Exercicis amb maces
L'exercici amb maces va ser una de les proves de gimnàstica artística que es va disputar als Jocs Olímpics de Saint Louis de 1904. La prova tingué lloc el divendres 28 d'octubre de 1904. Es desconeix la quantitat exacta de participants, i sols ens ha arribat el nom de 3 gimnastes, tots dels Estats Units. Fins al 1932 no es va tornar a disputar aquesta prova en unes Olimpíades.

## Medallistes
| Or            | Plata      | Bronze       |
| Edward Hennig | Emil Voigt | Ralph Wilson |

## Resultats
| Posició | Gimnasta      | Puntuació |
| ------- | ------------- | --------- |
| Or      | Edward Hennig | 13        |
| Plata   | Emil Voigt    | 9         |
| Bronze  | Ralph Wilson  | 5         |